# 周宗魯
周宗魯（1928年—2016年6月14日），籍貫山東膠縣，是1984年海山一坑礦災的倖存者，當時被迫吃人肉維生，後來成為牧師。

## 生平

### 早年
周宗魯出生於1928年，籍貫山東膠縣，在海南島戰役的萬寧之戰中，他是突圍排惟二生還者之一。後來，隨著中華民國國軍部隊駐防臺東，他在當地認識身為魯凱族人的妻子；1963年，他以中華民國陸軍步兵上士之位階退伍。其後，他曾在學校擔任工友，復任職於臺東荒地開發隊，並在基隆以販賣漁獲維生，後於瑞芳煤礦及海山煤礦挖礦。

### 災變
1984年12月5日，周宗魯自三峽鎮清潔隊完成工作後趕赴海山一坑上工，並在上午11時27分進入礦坑，後抵達距坑口有三千一百公尺左右、位於最底層的七本東坑道。不久，坑內突然傳來一陣巨響，周宗魯與同伴們一個個跪地祈禱；有的叫土地公、媽祖，他則喊耶和華；但是，眾人在一陣熱風襲來後紛紛倒地。
周宗魯清醒後發現周圍烏煙瘴氣、空氣壞熱、落石遍地，十餘個同伴則無動靜，自己則幸運找到風管，拉破洞猛吸。飢餓的他先試著啃食坑道中相思木架樹皮，但吃不下，只好拿礦工鋸割身旁死去同伴的人肉。割了林瑞秤（四十八歲）的小腿腹、陳國器（三十三歲）及呂金德芳（五十歲）的大腿側肌肉，口裡要他們原諒，之後又獲得水源，精神漸恢復，開始在石礫上爬坡跋涉。
在災難傳出後，礦坑坑口擠滿了數百名礦工家屬；周宗魯的家人在見到一批批罹難者被送出坑口後逐漸對其生還可能失去信心。

#### 獲救
12月9日上午7時，林和雄、游煌義等七位協助援救者由本卸進入坑道清理落磐，以清理出一條可以容納人員爬行的通道。9時30分前後，他們在離坑口約一千四百公尺處的再卸坑聯絡道附近發現前方有忽明忽暗的燈光；在聽聞周宗魯發出的微弱求救聲後，他們立刻向坑外搶救中心要求增派台車及人員入坑。10時前後，周宗魯被以台車送出坑口至板橋市亞東醫院救治；他在一路上被以紗布蒙住雙眼，同時裝以人工呼吸器及注射強心劑急救。
此後，周宗魯因成為少數倖存者而成為眾人矚目之新聞焦點，並在受訪時不斷告訴訪客其求生經過；為此，其病房門口隨後掛起寫有「謝絕訪客」字樣之告示，並由其妻女在門口一一答謝訪客。
12月10日，周宗魯在森嚴戒備下接受檢查，同時對記者坦承在坑內食人肉維生之事，並對其四周部署警衛一事提出疑問；此外，甫自馬尼拉參加國際外科學會返臺之外科醫師施純仁亦至病房探視。

#### 調查
12月11日，臺灣省礦務局技正吳坤玉入坑勘察，並發現被周宗魯吃過的三具屍體。次日凌晨3時27分，該屍體被運出坑道由內政部警政署刑事警察局法醫室主任楊日松親自進行檢驗；同時，臺北縣警察局局長姚高橋派出將近一百名警員在驗屍現場外圍卅公尺圍起兩道人牆，並在四周屋頂派人警戒。一小時後，驗屍工作完成；三名礦工的家屬對死者屍體被毀損均無異議，並將之領回安葬。
吳坤玉在率領技術人員到坑底三千多公尺的七本東坑道內時，發現周宗魯所攜的炸藥仍留在該處；也在坑道內第一爆炸現場找到一些非礦方所有的疑似爆裂物品。該日，周宗魯對記者否認自己是爆破工，並辯稱該消息為外界謠言。
三次煤礦災變發生的時間都在中午交班，為坑道內礦工最多的時刻；且離坑道口不遠的地方，皆為爆炸落磐最嚴重處，完全阻絕礦工的逃生之徑。這些「巧合」讓情治單位懷疑是否有故意破壞的人為因素，在11日也派員到海山一坑煤礦蒐證，與調查周宗魯的背景。
礦務局懷疑周宗魯的逃生路線不能通行，對他自述在再斜道五坑道睡了兩天的說法也感到懷疑，再來對周宗魯沒有窒息也嘖嘖稱奇。礦務局表示礦坑發生災變時，坑內便會瀰漫瓦斯。依人類的直覺性反應，遇到緊急狀況總轉身往坑外跑，卻往往吸入過多上升的有毒氣體死亡，如煤山煤礦罹難的礦工大多數就是在此狀況下喪生。
1985年1月16日上午9時20分，周宗魯陪同檢察官、內政部警政署刑事警察局、臺灣省礦務局下坑，查證他的逃生路線，包括何處接水、在哪邊吃人肉等。坑道內大落磐即有四堆，最大有四十公尺長，通行相當困難。礦工許水來仍不知壓在何處。下午3點時至3點20分，眾人分別出坑。專家們勘驗後初步研判，災變原因以煤塵爆炸的可能性最大；會勘人員強調，未發現人為因素跡象。

### 餘生
周宗魯在警方護送之下返回其位在三峽之住家，並對外表示此次再度入坑已印證其先前所說之事；在重獲清白之餘，他表示其日後將不再下坑工作。此外，他也提及曾至三峽鎮長張秀豐住處致意及向中華民國婦女聯合會總幹事王亞權之探望答謝之事。
此後，周宗魯因吃人肉維生一事飽受責難；在向死者家屬懇求並獲得諒解後，他方從其中陰霾逐漸走出。
1988年前後，周宗魯進入神學院就讀，並於其後在新店、烏來等兩處教會擔任牧師九年。

#### 晚年
2007年12月9日，周宗魯在其重生二十三年之日帶著記者重回災變現場。當他走到已塵封多年的坑道時，他突然跪下且口中唸唸有詞。
在其三名子女成家後，周宗魯與妻子在三峽河畔頤養天年。但是，因其矽肺病發作，其人生中最後幾年皆須依靠呼吸器維生；在其人生最後一年，他因肺部衰竭嚴重而經常進出醫院，但仍心繫於傳道事務。2014年，他在接受《中國時報》記者專訪時被問到其吃人肉之抉擇，他答道：「因為活下去，也代表另外九十三人的生命仍延續著。」
2016年6月14日，周宗魯因肺病導致器官衰竭，在家人陪伴之下離開人世。